# تريستان ميومبا
تريستان ميومبا (بالفرنسية: Tristan Muyumba) (7 مارس 1997 بباريس في فرنسا - ) هو لاعب كرة قدم فرنسي في مركز الدفاع. لعب مع سيركل بروج.

## وصلات خارجية
- تريستان ميومبا على موقع الاتحاد الأوربي (الإنجليزية)
- تريستان ميومبا على موقع الدوري الأمريكي (الإنجليزية)
- تريستان ميومبا على موقع قاعدة بيانات كرة القدم.إي يو (الإنجليزية)
- تريستان ميومبا على موقع Soccerway.com (الإنجليزية)